# جون هارفي (محامي)
جون هارفي (بالإنجليزية: John Harvie)‏ هو محامي أمريكي، ولد في 1742 في مقاطعة ألبمارل في الولايات المتحدة، وتوفي في 6 فبراير 1807 في ريتشموند في الولايات المتحدة.